# Калосил, Моана Каркассес
Моана Каркассес Калосил (англ. Moana Carcasses Kalosil; род. 27 января 1963, Таравао, Таити, Французская Полинезия) — вануатский государственный и политический деятель, 9-й премьер-министр Вануату с 27 марта 2013 по 15 мая 2014 года.

## Биография

### Молодые годы
Моана Каркассес Калосил родился в деревне Таравао на острове Таити во Французской Полинезии. Его мать была этнической таитянкой, а отец был родом из Каркасона в Южной Франции.

### Политическая карьера
С 2003 по 2004 год Калосил занимал пост министра иностранных дел при премьер-министре Эдварде Натапеи. После выборов 2004 года, при новом премьере Серже Вохоре 28 июля Калосил стал министром финансов, и продержался на этом посту до 14 ноября 2005 года, уже при премьере Хаме Лини. После этого, Калосил ушёл в оппозицию правительству, возглавив партию «Конфедерация зелёных». По результатам парламентских выборов 2008 года, он сохранил своё место в парламенте, продолжил руководить партией и стал лидером оппозиции к правительству премьер-министра Эдварда Натапеи.
В декабре 2008 года он вместе с коллегой — членом парламента Ральфом Регенвану — были арестованы полицией на 24 часа по обвинению в «укрывательстве и помощи заключённым» после побега 30 узников главной тюрьмы страны в Порт-Виле. После этого, Регенвану признался, что ему было известно о планах побега, и он пытался оказать помощь беглецам в поиске убежища в Национальном совете вождей, но осталось неясным, какую роль сыграл в этих событиях Калосил. Они были временно освобождены и появились в суде в феврале 2009 года. В сентябре 2009 года Верховный суд Вануату снял все обвинения с обоих подозреваемых.
В декабре 2009 года Калосил оставил оппозицию и присоединился к правительству Натапеи, став министром внутренних дел, начав продвигать идею о том, что безработица в Вануату должна решаться путём поощрения молодых людей к возвращению к сельскохозяйственному труду в своих родных районах, а не переселению в Порт-Вилу, где они изо всех сил пытаются найти работу. Он вошел в состав правительства в качестве лидера неофициального «альянса» от различных небольших партий и трёх независимых депутатов. Кроме того, он заявлял, что не позволит неквалифицированным китайским рабочим в строительном секторе получать или продлевать разрешения на работу, отметив, что приоритетом для него являются коренные жители Вануату.
В декабре 2010 года, когда правительство Натапеи получило вотум недоверия, Калосил поддержал его преемника на посту премьер-министра Сато Килмана, и получил должность министра финансов и экономического управления в новом правительстве. Килман получил вотум недоверия 24 апреля 2011 года, и Калосил потерял должность в правительстве. Через три недели, 13 мая апелляционный суд аннулировал избрание премьерство Сержа Вохора, и правительство Килмана была восстановлено. Однако через месяц, 16 июня, премьерство Килмана было аннулировано решением Верховного Суда, и Калосил в очередной раз потерял свой пост. Однако, уже 26 июня Килман был восстановлен парламентом на посту премьер-министра вместе со своим правительством.

### Пост премьер-министра Вануату
Калосил сохранил своё место в парламенте после выборов 2012 года, и поддержал правительство Килмана, не являясь его членом. Однако, 20 марта 2013 года Калосил в числе 8 депутатов присоединился к оппозиции и заставил Килмана уйти в отставку. Через три дня, то есть 23 марта, парламент избрал Калосила на пост премьер-министра голосами 34 депутатов из 52 возможных. Таким образом, Калосил стал первым натурализованным гражданином ставшим во главе правительства Вануату, чем воспользовались его предшественники, возражая против его избрания на этих основаниях. В дополнение к взглядам на сохранение окружающей среды, в том числе создание министерства по планированию и изменению климата, Калосил поддержал движение по самоопределению народа Западного Папуа. Кроме этого, он поручил своему министру иностранных дел Эдварду Натапеи заняться отзывом дипломатических паспортов, незаконно продаваемых при предыдущих правительствах.
15 мая 2014 года Моана Каркассес Калосил получил вотум недоверия в парламенте, после чего новым премьер-министром был избран Джо Натуман.